# DSC Weipert
DSC Weipert was een Duitse voetbalclub uit Weipert, Sudetenland, Tsjecho-Slowakije. Weipert was een Duitstalig stadje in Tsjecho-Slowakije tegen de Duitse grens, de voetbalclub nam dan ook niet deel aan de Tsjecho-Slowaakse competitie maar aan de Duitse.

## Geschiedenis
De club sloot zich aan bij de Midden-Duitse voetbalbond en speelde in de competitie van het Opperertsgebergte, een van de vele competities van de Midden-Duitse bond. Vanaf 1923/24 werd deze competitie verheven tot de hoogste klasse. Na enkele jaren in de top drie te eindigen werd de club voor het eerst kampioen in 1927/28. Hierdoor plaatste de club zich voor de Midden-Duitse eindronde en verloor daar met 12:0 van SuBC Plauen. De volgende jaren greep de club opnieuw net naast de prijzen. Vanaf 1930 werd de competitie ondergebracht bij het Ertsgebergte en moest de kampioen nog een testwedstrijd spelen tegen deze kampioen voor deelname aan de eindronde. In 1931/32 eindigde de club samen met FC Cranzahl op de eerste plaats en won de titel na een testwedstrijd. Voor deelname aan de eindronde moest de club nog langs FC Saxonia Bernsbach en verloor beide wedstrijden. Het volgende seizoen won Weipert met één punt voorsprong op VfB 1912 Geyer opnieuw de titel. Na een 2:5 nederlaag tegen Sturm 01 Beierfeld won de club de terugwedstrijd met 5:3. Omdat het aantal gemaakte goals nog niet telde volgde een beslissende wedstrijd die de club met 2:4 verloor.
Na dit seizoen kwam de NSDAP aan de macht die het voetbal grondig hervormde. De Midden-Duitse bond werd afgeschaft en de Gauliga werd ingevoerd als nieuwe hoogste klasse. De competitie ging verder als 1. Kreisklasse Obererzgebirge (derde klasse). Het is niet bekend of de club zich wel voor de Bezirksklasse plaatste.
Na de Tweede Wereldoorlog werden alle Duitse voetbalclubs ontbonden. Doordat de Duitse bevolking uit Sudetenland verdreven werd volgde er ook geen heroprichting.

## Erelijst
Kampioen van het Opperertsgebergte 
1928, 1932, 1933